# Lycosa rostrata
Lycosa rostrata este o specie de păianjeni din genul Lycosa, familia Lycosidae, descrisă de Franganillo, 1930.
Este endemică în Cuba. Conform Catalogue of Life specia Lycosa rostrata nu are subspecii cunoscute.